# Donald Glover

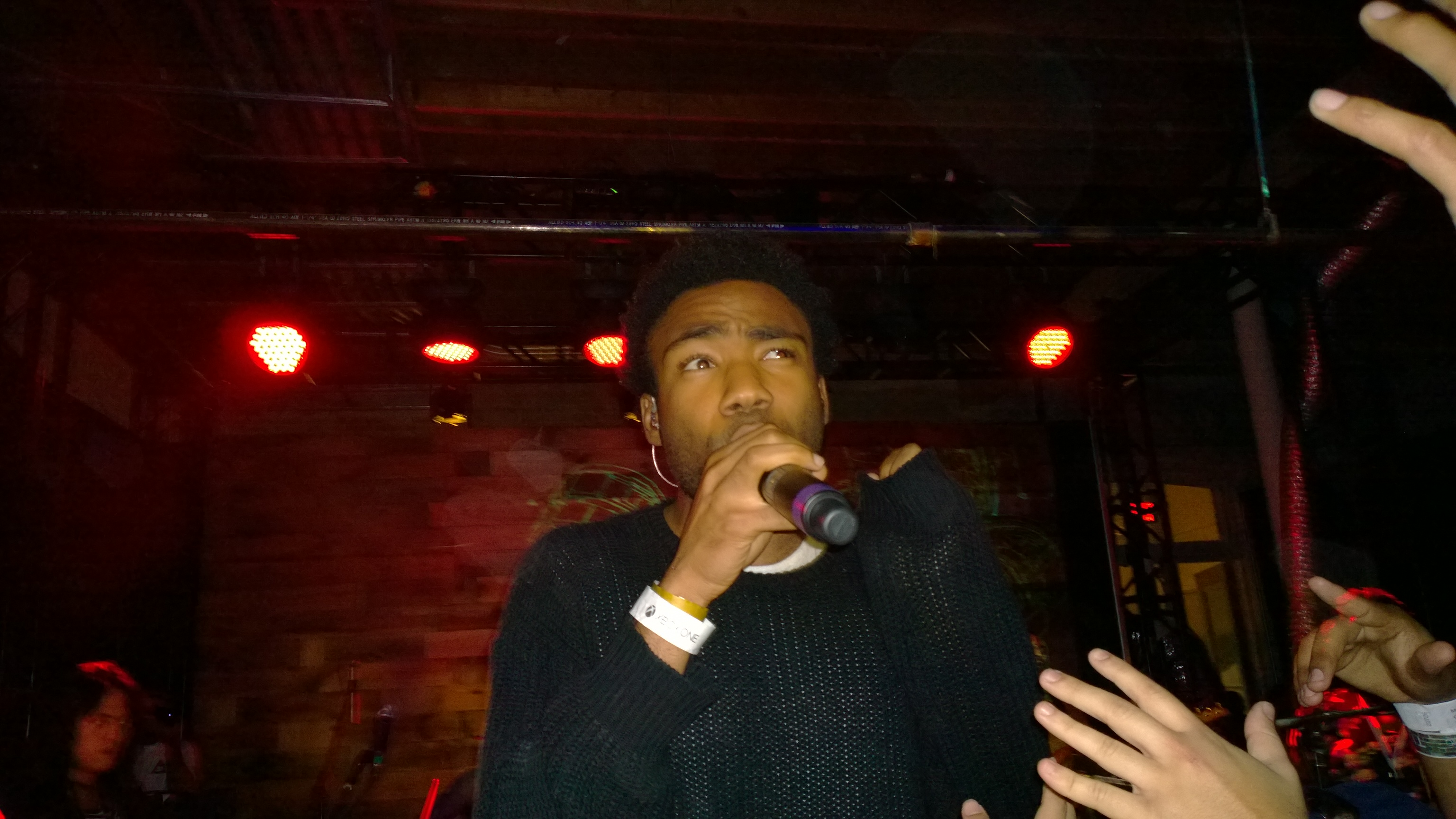
Childish Gambino (2014)

Donald McKinley Glover (ur. 25 września 1983 w Edwards Air Force Base) – amerykański aktor, komik, producent, reżyser, scenarzysta filmowy. Jest także raperem, wokalistą i autorem tekstów piosenek, występującym pod pseudonimem Childish Gambino, a jako mcDJ, także disc jockeyem.

## Życiorys

### Młodość
Urodził się w Edwards Air Force Base w Kalifornii. Wychowywał się w Stone Mountain w stanie Georgia jako syn Beverly (z domu Smith) i Donalda Sr. Gloverów, którzy prowadzili rodzinę zastępczą przez 14 lat. Miał młodszego brata, Stephena C. (ur. 18 czerwca 1990). Jego matka pracowała jako opiekunka żłobka, a ojciec był pracownikiem pocztowym. Dorastał w rodzinie Świadków Jehowy. Uczęszczał do DeKalb School of the Arts. W 2006 ukończył studia na wydziale dramatu nowojorskiej Tisch School of the Arts przy Uniwersytecie Nowojorskim.

### Kariera
W Upright Citizens Brigade Theatre uczył się improwizacji i pisania komicznych tekstów. Swoją karierę zaczął jako twórca kanału komediowego na YouTube. W 2006 r. Glover skontaktował się z producentem Davidem Minerem, dla którego napisał scenariusz dla The Simpsons. Miner i Tina Fey byli pod wrażeniem pracy Glovera i zaprosili go, by napisał scenariusz do sitcomu NBC Rockefeller Plaza 30 (2006–2012), czym zajmował się przez trzy sezony. W tym samym okresie pisał do satyryczno-politycznego czasopisma The Daily Show, zaczął też nagrywać rap pod wziętym z generatora rapowych aliasów pseudonimem Childish Gambino.
Po odejściu z ekipy serialu Rockefeller Plaza 30 zaczął występować jako standuper, czym zwrócił na siebie uwagę twórców serialu NBC Community. W latach 2009–2014 grał rolę Troya Barnesa, począwszy od drugiego sezonu wiele z jego dialogów było improwizowanych. Po pięciu sezonach odszedł z obsady i zajął się muzyką.
W 2011 roku Glover podpisał kontrakt z amerykańską wytwórnią Glassnote Records i 15 listopada 2011 ukazał się jego pierwszy studyjny album Camp z rapowanymi utworami. Glover produkuje własne utwory. Jego muzyka elektroniczna / remiksy często rozprowadzane były za darmo za pośrednictwem ich oficjalnej strony internetowej. Jego trzeci album Awaken, My Love! zawierał utwory z pogranicza soulu i funku.
Opierając się na Baracku Obamie i Gloverze twórcy ze studia Marvel stworzyli Milesa Moralesa, który stanowił nowe wcielenie Spidermana.
W roku 2016 grał rolę Earnesta „Earna” Marksa w serialu Atlanta, którego jest twórcą, scenarzystą i reżyserem. Został za nią nagrodzony Złotym Globem i Emmy. Na dużym ekranie wystąpił m.in. jako Andre w komediodramacie Magic Mike XXL (2015), Aaron Davis w filmie Spider-Man: Homecoming (2017) i jako Lando Calrissian w filmie Han Solo: Gwiezdne wojny – historie (2018), a także użyczył głosu postaci dorosłego Simby w nowej wersji Króla lwa.
W 2019 jego piosenka „This is America” zdobyła 4 nagrody Grammy za Piosenkę roku, Teledysk roku, Najlepszą Współpracę Rapową/Śpiewaną oraz Nagranie Roku. W Polsce singiel osiągnął status platynowej płyty. W tym samym roku ogłoszona została kolekcja butów adidas Originals by Donald Glover.

## Życie prywatne
W styczniu 2017 ogłosił, że on i jego partnerka, Michelle, mają syna, który urodził się na początku 2016 roku. Ich drugi syn urodził się w styczniu 2018.

## Filmografia
| Rok  | Tytuł                                                          | Rola                 | Uwagi                                                    |
| ---- | -------------------------------------------------------------- | -------------------- | -------------------------------------------------------- |
| 2009 | Mystery Team                                                   | Jason Rogers         | też scenarzysta i producent wykonawczy                   |
| 2011 | Muppety                                                        | Junior CDE Executive | rola cameo                                               |
| 2013 | Do zaliczenia                                                  | Derrick              |                                                          |
| 2013 | Clapping for the Wrong Reasons                                 | The Boy              | krótkometrażówka; też scenarzysta i producent wykonawczy |
| 2014 | Alexander – okropny, straszny, niezbyt dobry, bardzo zły dzień | Greg                 |                                                          |
| 2015 | The Lazarus Effect                                             | Niko                 |                                                          |
| 2015 | Magic Mike XXL                                                 | Andre                |                                                          |
| 2015 | Marsjanin                                                      | Rich Purnell         |                                                          |
| 2017 | Spider-Man: Homecoming                                         | Aaron Davis          |                                                          |
| 2018 | Han Solo: Gwiezdne wojny – historie                            | Lando Calrissian     |                                                          |
| 2019 | Guava Island                                                   | Deni Maroon          |                                                          |
| 2019 | Król lew                                                       | Simba                | głos                                                     |
| 2023 | Spider-Man: Poprzez multiwersum                                | Aaron Davis          |                                                          |
| 2025 | Mufasa: Król Lew                                               | Simba                | głos                                                     |

### Telewizja
| Rok            | Tytuł                           | Rola                  | Uwagi                        |
| -------------- | ------------------------------- | --------------------- | ---------------------------- |
| 2006–2012      | Rockefeller Plaza 30            | różne role            | 4 odcinki; także scenarzysta |
| 2009–2014      | Community                       | Troy Barnes           | 89 odcinków                  |
| 2013           | Ulica Sezamkowa                 | LMNOP                 | 2 odcinki                    |
| 2013           | Dziewczyny                      | Sandy                 | 2 odcinki                    |
| 2013–2016      | Pora na przygodę!               | Marshall Lee (głos)   | 2 odcinki                    |
| 2015           | Mega Spider-Man                 | Miles Morales (głos)  | 2 odcinki                    |
| 2015           | China, IL                       | Transfer Billy (głos) | 4 odcinki                    |
| 2016, -18, -22 | Atlanta                         | Earnest „Earn” Marks  | gł. rola; twórca serialu     |
| 2023           | Pora na przygodę: Fionna i Cake | Marshall Lee          | 6 odc.                       |
| 2024           | Pan i pani Smith                | John Smith            | gł. rola                     |

## Nagrody
- Złoty Glob Najlepszy aktor w serialu komediowym lub musicalu: 2017 Atlanta